# Ла Чеза (Пескара)
Ла Чеза (итал. La Cesa) је насеље у Италији у округу Пескара, региону Абруцо.
Према процени из 2011. у насељу је живело 16 становника. Насеље се налази на надморској висини од 399 м.